# Новофедорівка (Пологівський район)

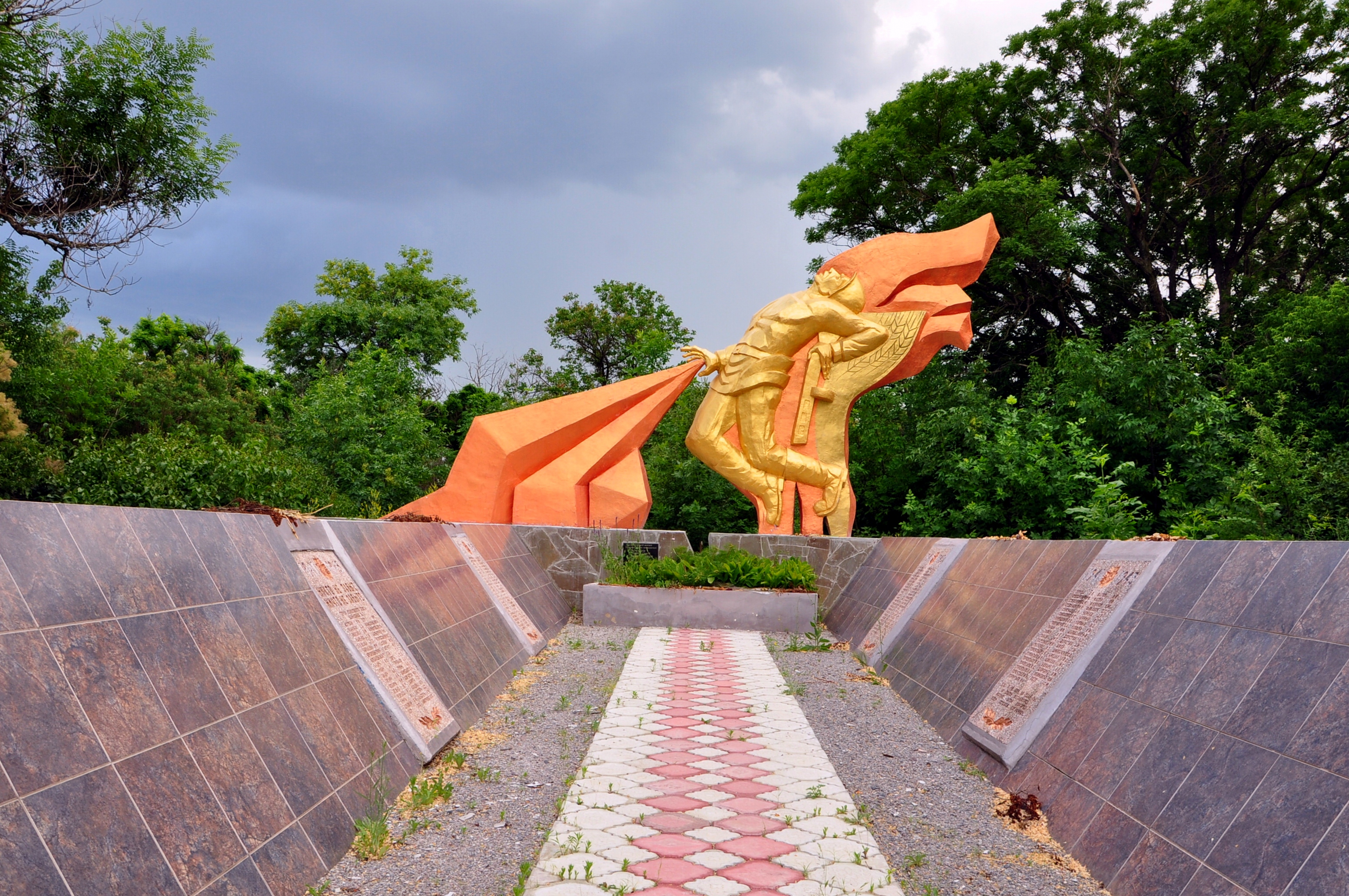
Меморіал на братській могилі З380-74

Новофе́дорівка — село в Україні, у Пологівському районі Запорізької області. Населення становить 447 осіб. До 2018 орган місцевого самоврядування — Інженерненська сільська рада.

## Географія
Село Новофедорівка знаходиться на лівому березі річки Мала Токмачка, вище за течією на відстані 0,5 км розташоване село Тарасівка, на протилежному березі — село Павлівське. Поруч проходить автомобільна дорога Н08.

## Історія
- 1880 — дата заснування як хутір Ольгополе.
- В 1918 році перейменоване в хутір Іванівка.
- В 1923 році перейменоване в село Новофедорівка.
- 12 червня 2020 року, відповідно до розпорядження Кабінету Міністрів України № 713-р «Про визначення адміністративних центрів та затвердження територій територіальних громад Запорізької області», увійшло до складу Пологівської міської громади[1].
- 19 липня 2020 року, в результаті адміністративно-територіальної реформи та ліквідації  Пологівського(1923-2020) району увійшло до складу новоутвореного Пологівського району[2].

## Населення

### Мова
Розподіл населення за рідною мовою за даними перепису 2001 року:
| Мова            | Кількість | Відсоток |
| --------------- | --------- | -------- |
| українська      | 431       | 96.42%   |
| російська       | 15        | 3.36%    |
| інші/не вказали | 1         | 0.22%    |
| Усього          | 447       | 100%     |